# Gente Vieja
Gente Vieja fue una revista editada en Madrid entre 1900 y 1905.

## Descripción
Su primer número apareció en diciembre de 1900. Perteneció a un grupo de revistas madrileñas de cariz antimodernista. Cesó su publicación en 1905.
Entre sus colaboradores figuraron nombres como los de Antonio Afán de Rivera, Antonio Almendros Aguilar, Juan Álvarez Guerra, Joaquín Arimón, Ángel Avilés, Federico Balart, Antonio Balbín de Unquera, Javier de Burgos y Larragoiti, José Canalejas, Leopoldo Cano, Carlos Cano y Núñez, Félix Díaz Gallo, Nicolás Díaz y Pérez, Saturnino Esteban Collantes, Nilo María Fabra, Carlos Frontaura, Salvador María Granés, Emilio Gutiérrez Gamero, Federico Luis de Henales, Juan José Herranz, Federico Huesca y Madrid, Luis Mariano de Larra, Eduardo López-Chávarri, Manuel de Llano y Persi, Ildefonso Llorente Fernández, Miguel Mancheño y Olivares, Fernando Mellado, Pedro J. Moreno Rodríguez, Juan Navarro Reverter, José María Nogués, Gaspar Núñez de Arce, Manuel Ossorio y Bernard, Manuel del Palacio, Melchor de Palau, Antonio Pareja Serrada, Leandro Tomás Pastor, Carlos Peñaranda y Escudero, Enrique Príncipe y Satorres, Enrique Prugent Lobera, Enrique Ramírez de Saavedra, Santiago Ramón y Cajal, Antonio Rubio Gómez, Francisco Rueda López, Nicolás Salmerón, Eduardo Sánchez Rubio, Ricardo Sepúlveda y Planter, Francisco Silvela, Juan Valero de Tornos, Mariano Vallejo y Marcos Zapata Mañas, entre otros.